# Neurigona tridens
Neurigona tridens är en tvåvingeart som beskrevs av Van Duzee 1913. Neurigona tridens ingår i släktet Neurigona och familjen styltflugor.
Artens utbredningsområde är British Columbia. Inga underarter finns listade i Catalogue of Life.